# Linnaemya
Linnaemya är ett släkte av tvåvingar. Linnaemya ingår i familjen parasitflugor.

## Bildgalleri

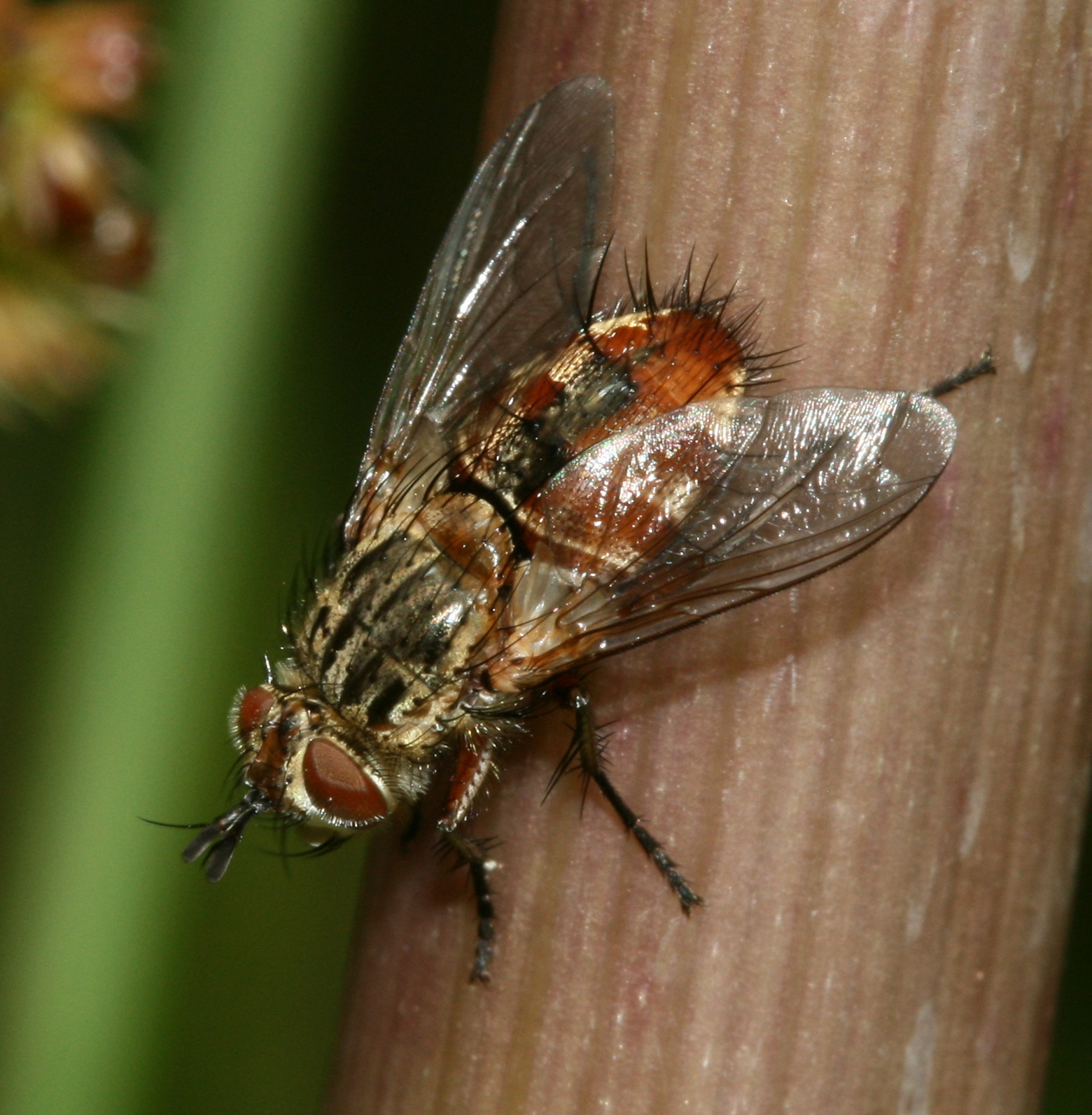
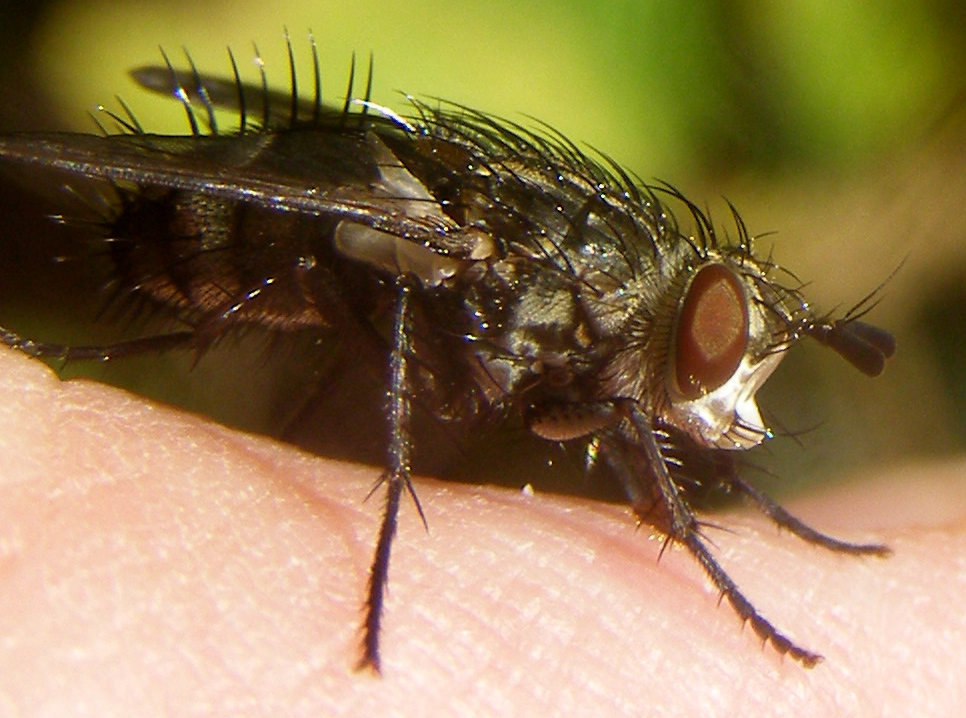

## Dottertaxa tillLinnaemya, i alfabetisk ordning[1][2]
- Linnaemya aculeata
- Linnaemya agilis
- Linnaemya agrestis
- Linnaemya albifrons
- Linnaemya alboscutellata
- Linnaemya alopecina
- Linnaemya altaica
- Linnaemya ambigua
- Linnaemya amicorum
- Linnaemya amicula
- Linnaemya andrewesi
- Linnaemya angulicornis
- Linnaemya angustiforceps
- Linnaemya anthracina
- Linnaemya apricata
- Linnaemya argyrozona
- Linnaemya assimilis
- Linnaemya atrisetosa
- Linnaemya atriventris
- Linnaemya aurantiaca
- Linnaemya basilewskyi
- Linnaemya bella
- Linnaemya bequaerti
- Linnaemya bigotinus
- Linnaemya boxi
- Linnaemya braunsi
- Linnaemya brincki
- Linnaemya brunneoguttata
- Linnaemya burmana
- Linnaemya caffra
- Linnaemya chorleyi
- Linnaemya ciliata
- Linnaemya claripalla
- Linnaemya compacta
- Linnaemya comta
- Linnaemya concavicornis
- Linnaemya conducens
- Linnaemya consobrina
- Linnaemya consobrinus
- Linnaemya coxalis
- Linnaemya crosskeyi
- Linnaemya discretus
- Linnaemya dumonti
- Linnaemya eburneola
- Linnaemya educata
- Linnaemya elgonica
- Linnaemya ethelia
- Linnaemya felis
- Linnaemya fissiglobula
- Linnaemya flavimedia
- Linnaemya frater
- Linnaemya fulgens
- Linnaemya fulvitarsis
- Linnaemya fumipennis
- Linnaemya geniseta
- Linnaemya glabratus
- Linnaemya glauca
- Linnaemya glaucescens
- Linnaemya gowdeyi
- Linnaemya gracilipalpis
- Linnaemya haemorrhoidalis
- Linnaemya helvetica
- Linnaemya hirtifrons
- Linnaemya hirtipennis
- Linnaemya hirtiradia
- Linnaemya hirtradia
- Linnaemya hybrida
- Linnaemya impudica
- Linnaemya ingrami
- Linnaemya jaroschevskyi
- Linnaemya jocosa
- Linnaemya juvenilis
- Linnaemya kanoi
- Linnaemya keiseri
- Linnaemya laevigatus
- Linnaemya lateralis
- Linnaemya latigena
- Linnaemya laxiceps
- Linnaemya leucaspis
- Linnaemya lindneri
- Linnaemya linguicerca
- Linnaemya lithosiophaga
- Linnaemya longirostris
- Linnaemya luculenta
- Linnaemya maculipes
- Linnaemya majae
- Linnaemya masiceroides
- Linnaemya media
- Linnaemya melancholica
- Linnaemya metocha
- Linnaemya microchaeta
- Linnaemya microchaetopsis
- Linnaemya montshadskyi
- Linnaemya multisetosa
- Linnaemya neavi
- Linnaemya nigrescens
- Linnaemya nigribarba
- Linnaemya nigricornis
- Linnaemya nigrifacies
- Linnaemya nigrifrons
- Linnaemya nigritarsis
- Linnaemya nigrohirta
- Linnaemya nonappendix
- Linnaemya nudithorax
- Linnaemya obscurellina
- Linnaemya ochracea
- Linnaemya olsufjevi
- Linnaemya omega
- Linnaemya oralis
- Linnaemya pallida
- Linnaemya pallidohirta
- Linnaemya pallidula
- Linnaemya paralongipalpis
- Linnaemya paresetosa
- Linnaemya pellex
- Linnaemya pentheri
- Linnaemya perinealis
- Linnaemya persimilis
- Linnaemya petiolata
- Linnaemya picta
- Linnaemya pictipennis
- Linnaemya pilitarsis
- Linnaemya polita
- Linnaemya polychaeta
- Linnaemya prohecate
- Linnaemya propleuralis
- Linnaemya pulchella
- Linnaemya pullior
- Linnaemya punctulata
- Linnaemya rapidus
- Linnaemya rhodesiana
- Linnaemya rohdendorfi
- Linnaemya rondanii
- Linnaemya rossica
- Linnaemya rubiginosa
- Linnaemya rudebecki
- Linnaemya ruficaudata
- Linnaemya ruficornis
- Linnaemya rufiventris
- Linnaemya rutilus
- Linnaemya saga
- Linnaemya sarcophagoides
- Linnaemya scutellaris
- Linnaemya sericeus
- Linnaemya setifrons
- Linnaemya setinervis
- Linnaemya setulosa
- Linnaemya siamensis
- Linnaemya smirnovi
- Linnaemya somerenana
- Linnaemya sophia
- Linnaemya soror
- Linnaemya sororcula
- Linnaemya speciosissima
- Linnaemya speculifera
- Linnaemya stackelbergi
- Linnaemya steini
- Linnaemya strigipes
- Linnaemya succineiventris
- Linnaemya sulensis
- Linnaemya sulphurea
- Linnaemya takanoi
- Linnaemya tessellans
- Linnaemya tessellata
- Linnaemya thoracica
- Linnaemya timida
- Linnaemya torensis
- Linnaemya tuberculata
- Linnaemya tuberocerca
- Linnaemya turbida
- Linnaemya vagus
- Linnaemya varia
- Linnaemya variegata
- Linnaemya ventralis
- Linnaemya victoria
- Linnaemya vittiventris
- Linnaemya vulpina
- Linnaemya vulpinoides
- Linnaemya zhangi
- Linnaemya zimini